# Rio das Minas
O rio das Minas  é um curso de água do estado do Acre, Brasil.